# Descobridores de Catan
Colonizadores de Catan (no Brasil) ou Descobridores de Catan (em Portugal) é um Jogo de Tabuleiro criado por Klaus Teuber.
Foi o primeiro jogo de tabuleiro de estilo alemão a alcançar popularidade fora da Europa.
Foi traduzido para o inglês, francês, italiano, japonês, português, húngaro, entre outros, do original alemão. 

## Edições
A Editora Kosmos publicou o jogo na Alemanha em 1995 com o nome Die Siedler von Catan.
Nos Estados Unidos, é publicado desde 1996, com o título de Settlers of Catan, pela Mayfair Games.

### Edições em português
Foi editado pela primeira vez em português pela empresa Logojogos em 1999 e a partir de 2000 pela Devir.
Em 23 fevereiro de 2011, a Grow Jogos informou em sua conta do Twitter que concluiu negociação para lançar o jogo no Brasil a partir de maio. Atualmente, a Devir Brasil é a empresa responsável pela comercialização do jogo.

## Torneios
Apesar de sua temática de jogo casual, Catan tem se tornado cada vez mais explorado pela sua natureza competitiva e estratégica.
Os torneios de Catan são eventos prestigiados e em recente ascensão. Oficialmente, cada país define suas regras para participação . No Brasil, a Devir Brasil é responsável pela organização e divulgação de campeonatos oficiais.
Os torneios nacionais geralmente ocorrem anualmente e são precedidos por qualificatórias regionais , nas quais os jogadores competem para garantir um lugar na competição nacional.
Abaixo segue a lista dos últimos Campeões Brasileiros de Catan 
| Data | Localização       | Campeão              |
| ---- | ----------------- | -------------------- |
| 2019 | São Paulo, Brasil | Hans Lemm            |
| 2022 | São Paulo, Brasil | Luiz Felipe Nicodemo |
| 2023 | São Paulo, Brasil | Felipe Maranha       |
| 2024 | São Paulo, Brasil | Felipe Maranha       |

| Date | Location              | Winner                    | 2nd place                    | 3rd place           |
| ---- | --------------------- | ------------------------- | ---------------------------- | ------------------- |
| 2002 | Essen, Germany        | Jacques Kieft             | Michel Hirschfeld            | Hans Baert          |
| 2003 | Essen, Germany        | Michel Hirschfeld         | Samuel Fuentes               | Lasse Rintakumpu    |
| 2004 | Essen, Germany        | Francesco Ferrari         | Claus Sørensen               | Katsumi Takahasi    |
| 2005 | Essen, Germany        | Jiří Buchta               | Frans de Bode                | Shane Cassells      |
| 2006 | Essen, Germany        | Markus Nuopponen          | Shinya Ohi                   | Thomas Sander       |
| 2007 | Essen, Germany        | Arnis Buka                | Alan Farrell                 | Markus Nuopponen    |
| 2008 | Indianapolis, USA     | Todd Sweet                | Rohan Flavelle               | Matt McLaughlin     |
| 2010 | Leibertingen, Germany | Erwin Pauëlsen            | Maris Logins                 | Mauri Sahlberg      |
| 2012 | Philadelphia, USA     | Herbert Schager           | Chi Wai Chan                 | Justinas Noreika    |
| 2014 | Berlin, Germany       | Sander Stroom             | Yoshitaka Matsumoto          | Kristofers Ritovs   |
| 2016 | Durango, USA          | William Cavaretta         | Raúl Fernández Menéndez      | Petr Frajvald       |
| 2018 | Cologne, Germany      | Quetzal Hernández Jiménez | José Miguel Ferrario Parrado | Markus Heinze       |
| 2022 | Valletta, Malta       | Hamish Dean               | Eric Freeman                 | Emanuele Scapaticci |

|  | Soldado/Cavaleiro Mova o ladrão. Roube uma carta ao dono de uma aldeia ou cidade adjacente.                                                                                    |
|  | Ponto de Vitória 1 ponto de vitória! |
|  | Monopólio Quando jogar esta carta anuncie um tipo de recurso. Todos os outros jogadores devem dar-lhe todos os seus recursos desse tipo.                                       |
|  | Construção de Estrada Coloque 2 estradas novas como se as tivesse construído.                                                                                                  |
|  | Ano de Abundância Tire quaisquer 2 recurso do banco e adicione-os à sua mão. Podem ser dois recursos diferentes ou dois iguais. Podem imediatamente ser usados para construir. |